# Голдсмит, Дебора
Дебора Голдсмит (англ. Deborah Goldsmith; 1808—1836) — американская художница-портретистка.

## Биография

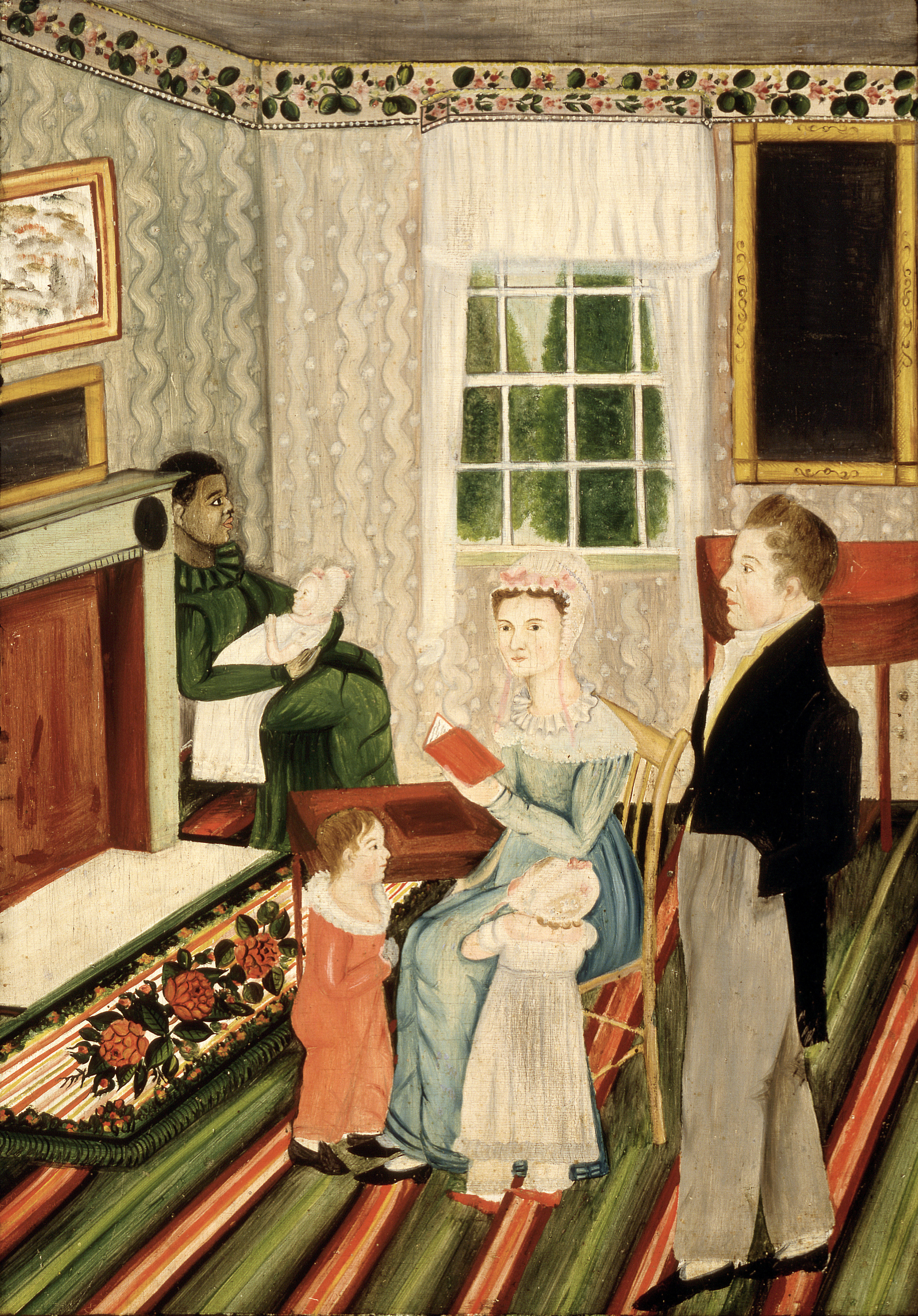
Дебора Голдсмит, Family Portrait, 1981

Родилась 14 августа 1808 года в Брукфилде, штат Нью-Йорк, в семье Ричарда и Рут Голдсмит, бывших жителей Гилфорда, штат Коннектикут, которые переехали в Брукфилд между 1805 и 1808 годами. Бо́льшую часть своей юности Дебора провела в соседнем городе Гамильтон — в доме своей сестры Анны и зятя.
Мало что известно о её жизни и мотивах стать художницей, сохранилось очень мало документов о ней, включая её собственные записи, которые свидетельствуют, что Дебора много путешествовала по штату Нью-Йорк и была активна в Брукфилде и Норт-Брукфилде, в Гамильтоне, Лебаноне, Куперстауне, Хартвике, Тоддсвилле и Хаббардсвилле между 1826 и 1832 годами.
27 декабря 1832 года в Гамильтоне она вышла замуж за Джорджа Аддисона Трупа, несмотря на различие религий (она была баптисткой, он — универсалист). У них родилось двое детей: Корделия (1833—1900) и Джеймс (1835—1923).
Умерла 16 марта 1836 года в Брукфилде после болезни, длившейся несколько недель. Была похоронена на городском кладбище Cole Hill Cemetery.

## Работы
Было идентифицировано лишь несколько работ Деборы Голдсмит, большинство из них акварели на бумаге или на слоновой кости, хотя известно, что она также писала картины маслом. Художница создала многочисленные портреты, а также иллюстрировала обычные книги. Дебора оставила после себя свой рабочий стол и жестяную коробку с краской.
Её работы находятся в Художественном музее Фенимора и в коллекции Американского музея народного искусства. Две обычные книги художницы перешли в семью, но были переданы на микрофильмирование в Архивы американского искусства в Смитсоновском институте.